# Prosper Mérimée
Prosper Mérimée (París, 28 de setembre de 1803 - Canes, 23 de setembre de 1870), autor, historiador i arqueòleg francès. En la seva novel·la Carmen està basada la famosa òpera Carmen.

## Biografia
Va estudiar Dret i diverses llengües: grec, àrab, anglès i rus. Va ser un dels primers traductors de nombrosos llibres de llengua russa al francès. A Mérimée li agradava el misticisme, la història i l'ocult. Va estar influenciat per les històries de ficció popularitzades per Sir Walter Scott i per la crueltat i drames psicològics d'Aleksandr Puixkin.
Sovint les històries que narra estan plenes de misteri i tenen lloc fora de França. Espanya i Rússia són les seves fonts d'inspiració freqüents. Va viatjar en nombroses ocasions a Espanya, de la qual va deixar testimoniatge escrit en articles de costums i cartes i on va fer amics i va tenir amants.

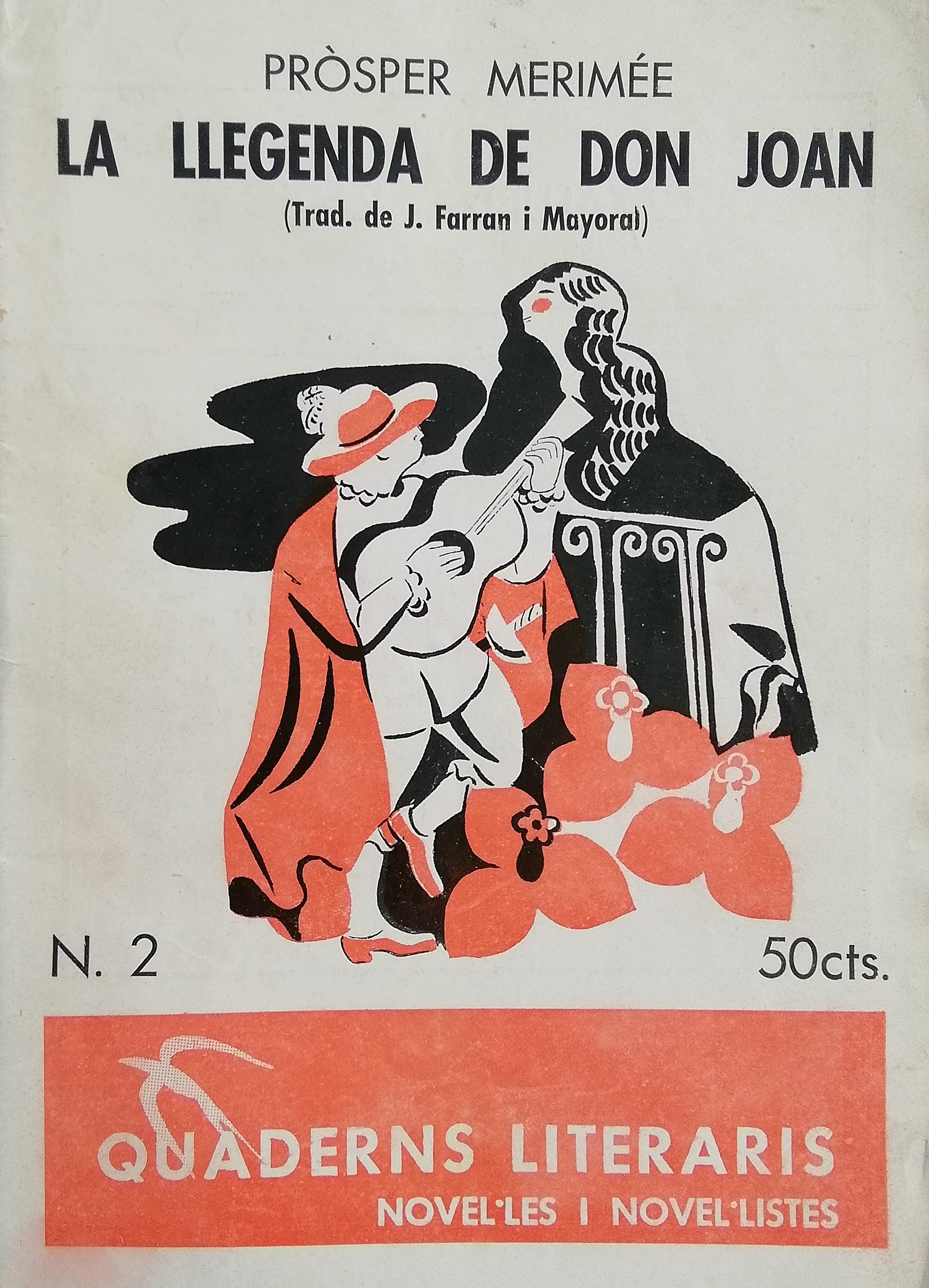
Tres novel·letes de Pròsper Mérimée: Les Âmes du purgatoire (basat en el mite de Don Joan), Tamango i L'Enlèvement de la redoute (La Presa del Reducte). Traducció catalana publicada a Barcelona l'any 1934 dins la col·lecció Quaderns Literaris

El 1830 es va entrevistar a Espanya amb la comtessa Eugenia de Montijo amb la qual va entaular una gran amistat. Quan la filla d'aquesta es va convertir el 1853 en l'emperadriu Eugenia de França en casar-se amb Napoleó III, va arribar a ser nomenat senador.
El 1834 va succeir a Ludovic Vitet com inspector general de monuments històrics. Va conservar aquest càrrec fins a 1860, i per al seu exercici va viatjar molt per França i l'estranger. El 1844 va ser nomenat membre de l'Acadèmia francesa amb la butaca número 25.

## Obra
- Cromwell (1822).
- Le Théâtre de Clara Gazul (1825)
- La Guzla (1827)
- La Jacquerie (1828)
- L'Enlèvement de la redoute (1829) Traducció catalana de Josep Farran i Mayoral publicada l'any 1934 dins la col·lecció Quaderns Literaris
- Tamango (1829) Traducció catalana de Josep Farran i Mayoral publicada l'any 1934 dins la col·lecció Quaderns Literaris
- Chronique du règne de Charles IX (1829)
- Mateo Falcone (1829)[1]
- El vas Etrusc[1]
- Mosaïque (1833)
- Les Âmes du purgatoire (1834), basat en el mite de Don Joan. Traducció catalana de Josep Farran i Mayoral publicada l'any 1934 dins la col·lecció Quaderns Literaris
- Notes de voyages (1835-40).
- La Vénus d'Ille (1837)
- Colomba (1840)
- Carmen (1845) Traducció al català per Melcior Font i Rossend Llates.[1]
- Lokis (1869)
- Le chambre bleue (1872)
- Lettres à une inconnue (1874)